# Robert Owen (katona)
Robert Johnstone Owen (1899. április 6. – 1961. április 2.) walesi származású brit katona, ászpilóta.

## Ifjúkora
Owen Wales fővárosában, Cardiffban született 1899-ben. 

## Katonai szolgálata
Owen 1917-ben csatlakozott a Brit Királyi Repülő Hadtesthez (Royal Flying Corps) és augusztusban már a nyugati-fronton a 43. brit repülőszázad kötelékében szolgált. Itt szerezte meg első légi győzelmét Sopwith Camel típusú repülőgépével 1918. február 19-én. Másodikat március 6-án szerezte meg, míg harmadikat 11-én. Március 24-én sikeres napja volt, ugyanis egy nap alatt három igazolt légi győzelmet szerzett két DFW C és egy ismeretlen típusú repülőgép lelövésével. Emellett e napon szerezte meg az ászpilóta minősítést is, amely az 5 igazolt légi győzelmet szerzett pilótáknak jár. Március 28-án reggel a 43. brit repülőszázad John Trollope kapitány parancsnoksága alatt bevetésre indult. A kilenc gép egy ideig minden különösebb nélkül halad a cél felé, azonban hirtelen Albatros D.V típusú repülőgépek köteléke tűnt fel. Véres légi harc kezdődött meg, és rövid időn belül Trollope kapitányt és a 43. század másik 3 pilótáját lelőtték. A németek sikeresen a földre kényszerítették Owen gépét is, majd fogságba ejtették a walesi pilótát. A fogságból kiszabadult, ám a német csapatok a háború során még kétszer elfogták. Utolsó menekülése során egy Gdańskból induló hajón jutott vissza Newcastlebe.
A második világháborúban  mint katonaorvos teljesített szolgálatot.
1961-ben hunyt el. 

### Légi győzelmei
| Sorszám | Dátum             | Egysége               | Repülőgépe    | Ellenfele    |
| ------- | ----------------- | --------------------- | ------------- | ------------ |
| 1       | 1918. február 19. | 43. brit repülőszázad | Sopwith Camel | Albatros D.V |
| 2       | 1918. március 6.  | 43. brit repülőszázad | Sopwith Camel | Ismeretlen   |
| 3       | 1918. március 11. | 43. brit repülőszázad | Sopwith Camel | Albatros D.V |
| 4       | 1918. március 24. | 43. brit repülőszázad | Sopwith Camel | DFW C        |
| 5       | 1918. március 24. | 43. brit repülőszázad | Sopwith Camel | DFW C        |
| 6       | 1918. március 24. | 43. brit repülőszázad | Sopwith Camel | Ismeretlen   |
| 7       | 1918. március 28. | 43. brit repülőszázad | Sopwith Camel | Albatros D.V |